# 钟声琴
钟声琴（1943年—），四川蓬安人，中国人民解放军将领、中国人民解放军中将。 
2000年，授予中国人民解放军中将，曾任济南军区副司令员。 
2008年，当选第十一届全国政协委员，代表特别邀请人士，分入第五十五组。